# Andrei Rațiu
Andrei-Florin Rațiu (n. 20 iunie 1998, Aiud, Alba, România) este un fotbalist român, care joacă pe post de fundaș la Rayo Vallecano în La Liga. Pe plan internațional, are prezențe la națională pentru România Sub-21, România U23⁠(d) și România.
După meciul decisiv al României în grupele EURO 50023023 cu Slovacia, acesta s-a făcut foarte cunoscut nu doar prin frizura sa foarte asemănătoare cu cea a personajului fictiv Sonic, dar și prin evoluțiile sale.